# Seoba ptica
Seobom ptica naziva se let ptica s područja gdje se gnijezde u zimska boravišta i natrag, koje se odvija svake godine (selice). Ptičje vrste koje sele samo jednim svojim dijelom nazivaju se djelomičnim selicama. One koje uopće ne odlaze iz područja gnježdenja nazivaju se stanaricama.

## Razlozi seobe ptica
Biološka podloga seobe ptica može se promatrati iz kuta gledanja ekologije, fiziologije i razvojne povijesti.

### Ekološki razlozi
Najvažniji ekološki razlog je ekstremna razlika u količini raspoložive hrane ovisno o godišnjem dobu: Dok je u proljeće i ljeto u Sjevernoj i Srednjoj Europi ponuda kukaca za ptice koje se njima hrane vrlo bogata, zimi je tako hladno, da ih gotovo nema pa bi velike ptičje populacije patile i ugibale zbog nedovoljno hrane. Nasuprot tome, u južnijim krajevima, zimovalištima ptica selica, koncentracija ptica naraste do mjere, da hrane nema dovoljno za polaganje jaja kao niti kasnije za podizanje mladunaca.
Ova selidba je za ptice vrlo iscrpljujuća, pa je to na neki način "rješenje za nuždu" (točnije, evolucijska prilagodba) onih vrsta koje u principu mogu opstati samo u područjima tople klime koje su taj oblik ponašanja razvile tijekom svoje razvojne povijesti kako bi mogle koristiti resurse i u područjima koja ne mogu nastanjivati cijelu godinu.
Zadnjih godina su primjećene promjene selidbenog ponašanja mnogih ptičjih populacija što neki znanstvenici dovode u vezu s promjenama klime: sve veći broj ptica koje su se obavezno selile, u međuvremenu prezimljuje u Srednjoj Europi, kao na primjer crnokape grmuše  (Sylvia atricapilla) i obični zviždaci (Phylloscopus collybata). Neke populacije čvoraka čak su smjer svoje selidbe sasvim okrenule i sele se prema sjeveru, u velike gradove u kojima i zimi mogu naći dovoljno hrane. Moguće je, da kroz duže razdoblje poznati sistem seobe ptica Europa - Afrika i natrag potpuno nestane.

## Genetički i fiziološki razlozi
Hoće li neka ptica seliti, kuda će ići i kad će nastupiti selidbeni nemir, dio je njenog genetičkog nasljeđa: smjer selidbe i trajanje leta su urođeni. To su, između ostalog, utvrdili znanstvenici Peter Berthold, Eberhard Gwinner i Wolfgang Wiltschko. Postoje vrste kod kojih dio populacije, dolazeći sa sjevera Alpe obilazi leteći u smeru jugoistoka, dok ih drugi dio obilazi u smjeru jugozapada. Ako se pare jedinke iz ovih različitih dijelova iste populacije, njihovi potomci biraju srednji pravac, ili čak lete na sjever, na britanske otoke.
Dalje, ptice koje su od valjenja podizane u konstantnim laboratorijskim uvjetima pa nikada nisu bile u kontaktu sa srodnicima u slobodnoj prirodi, nisu poznavale godišnja doba. Pa ipak su pokazivale tipični selidbeni nemir, što znači povećanje motoričkih aktivnosti u jesen i proljeće. No razmak između jednog jesenjeg selidbenog nemira i sljedećeg, najčešće je bio kraći od punih godinu dana. To se smatra dokazom da je spremnost za seobu doduše urođena, ali optimalni trenutak polaska bar u manjoj mjeri uvjetuju konkretni uvjeti (na primjer vremenski uvjeti i količina raspoložive hrane) u okolišu.
Razvidan dokaz genetičke uvjetovanosti selidbenog ponašanja su kukavice. Sasvim neovisno da li su mladunče izlegli i podigli roditelji vrste stanarica, skitalica ili selica, mladunci uvijek sami nalaze put do zimovališta u istočnim dijelovima Afrike.
Predmet intenzivnih istraživanja u novije vrijeme su točni fiziološki i hormonski procesi koji na kraju dovode do početka seobe.

### Razlozi proizašli iz razvojne povijesti
Na koji način je tijekom razvojne povijesti nastala seoba, još uvijek je predmet spekuliranja, jer ne postoje fosilni nalazi koji bi dokazivali taj način ponašanja. Jedino se može razumjeti što izaziva zadržavanje prirođene sposobnosti za seobu: ako je količina hrane na odredištu seobe dovoljna, većina selica preživi. Ako hrane nema dovoljno, ugibaju. To znači: samo one ptice koje su zahvaljujući nasljeđenim svojstvima odabrale točan smjer i primjerenu putanju leta preživljavaju, i prenose svoje gene zajedno sa selidbenim ponašanjem na sljedeću generaciju.
To znači da se i danas seoba ptica održava selekcijom najbolje prilagođenih jedinki.

## Orijentiranje
Za orijentiranje na svom putu, selice koriste svoj unutrašnji kompas, ali i položaj Sunca i zvijezda.
- "Unutrašnji kompas" je vjerojatno ustvari receptor za magnetsko polje u oku ptica (rezultati nekih novijih studija ukazuju na to).
- Eksperimenti s pticama iz umjetnog uzgoja pokazali su, da ptice uče orijentiranje prema položaju zvijezda.
- Sposobnost ptica da "vide" UV svjetlost omogućuje im orijentaciju prema položaju sunca i kad je ono prekriveno oblacima.
- Neka istraživanja ukazuju, da se ptice za orijentaciju služe i markantnim objektima u okolišu (autoputovi, svjetla gradova, tok rijeke, planinski niz.)

## Seoba i razmjena tvari
Kako bi izdržale prevaljivanje velikih udaljenosti bez da se za to vrijeme hrane, ptice koriste masne zalihe koje su sakupile prije početka seobe. One čak radi dobivanja dovoljne količine energije dijelom koriste i bjelančevine vlastitih unutrašnjih organa. Kod ovog procesa nazvanog i izgaranjem masnoća i bjelančevina oslobađa se voda što u značajnoj mjeri smanjuje njihovu potrebgu za pijenjem.
Kod sivih muharica dokazano je 1980ih da njihovo zadržavanje u oazama Sahare zavisi o rezervama masti. Dobro uhranjene ptice zadržavale su se kraće od slabije uhranjenih. Slične rezultate pokazale su i brojne laboratorijske studije: slabije hranjene ptice pokazivale su manji selidbeni nemir od istovrsnih ptica koje su boljom hranidbom dobile veće masne rezerve.